# Helix pelagonesica
Helix pelagonesica is een slakkensoort uit de familie van de Helicidae. De wetenschappelijke naam van de soort is voor het eerst geldig gepubliceerd in 1898 door Rolle.